# Nina Schindler
Nina Schindler (* 17. August 1946 in Lüdenscheid) ist eine deutsche Schriftstellerin und Übersetzerin.

## Leben
Nina Schindler besuchte die Schule in Idstein im Taunus. Nach dem Abitur studierte sie Germanistik, Kunstgeschichte und Französisch an der Universität Gießen. Anschließend war sie als Lehrerin an einer Gesamtschule tätig. Daneben schrieb sie Rezensionen zu Kinder- und Jugendbüchern. Zu Beginn der Neunzigerjahre
begann sie, eigene literarische Werke zu veröffentlichen; inzwischen lebt sie als freie Schriftstellerin in Bremen. Schindler ist verheiratet und Mutter von fünf Kindern.
Nina Schindler ist Verfasserin von erzählenden Werken für Kinder und Jugendliche. Außerdem übersetzt sie Jugendliteratur aus dem Englischen und Französischen ins Deutsche.

## Werke (Auswahl)
- Input, Kevelaer 1992
- Großeltern, Aarau/Switzerland 1997 (zusammen mit Christiane Pieper)
- Entscheidende Zeiten, Wien 1998
- Mieke rappt los, Hildesheim 1998
- Väter und Sohn, München 2000
- Freundschaftsgeschichten mit Freda, Würzburg 2001
- Karlas Jacke, München 2001
- Schulgeschichten mit Freda, Würzburg 2001
- Pferdegeschichten mit Freda, Würzburg 2002
- Von Menschen und Küchen, Hildesheim 2002
- Detektivgeschichten mit Freda, Würzburg 2003
- Jennys Pferdesommer, Hildesheim 2003
  - Lotta hilft dem neuen Fohlen, 2006
  - Lotta lernt reiten, 2007
- Schulgeschichten, Würzburg 2004
- Elfengeschichten, Würzburg 2005
- Der Baumhexen-Club auf heißer Spur, Köln 2008
- Das Cape aus rotem Samt, Frankfurt am Main 2009
- Help! Einbrecher!, München 2009
- Sitting Bull, Berlin 2009
- Spinnenfalle, München 2010

## Herausgeberschaft
- Duden, mein erstes Wörterbuch, Mannheim [u. a.] 1992
- Duden, mein erstes Zahlenbuch, Mannheim [u. a.] 1992
- Duden, mein erstes Lexikon A – Z, Mannheim [u. a.] 1993
- Das Mordsbuch, Hildesheim 1997
- Flimmerkiste, Hildesheim 1999
- Fritz Steuben: Tecumseh, München
  - 1. Der Fliegende Pfeil, 2001
  - 2. Der rote Sturm, 2001
  - 3. Der Berglöwe, 2001
  - 4. Der strahlende Stern, 2002
  - 5. Der große Seher, 2002
  - 6. Der Sohn des Manitu, 2002

## Übersetzungen
- David Hill: Bis dann, Simon. Anrich, 1995.
- Gil C. Alicea: The air down here, Würzburg 1996
- Ann Brashares: Summer sisters, München 2009
- Sarra Manning: Fashionistas, München
  - Holly greift nach den Sternen, 2008
- Graham McNamee: Gefährliche Fundsache, München 2005
- Roisin Meaney: Man weiß nie, was als Nächstes kommt, Köln 2008
- Sophie de Mullenheim: Mein außerordentlich fabelhaftes Buch über Pferde und Reiten, Stuttgart 2012
- Monica Sangberg: Federicos Traum, Oldenburg 1995
- Sara Sheridan: Hals über Kopf, München 2000
- Grégoire Solotareff: Meine Hexe, mein Schutzengel und ich, Würzburg 1999
- Joan Steiner: Ich sehe was, was du nicht siehst, Esslingen
- Sarah Weeks: Eddy, total normal, Hildesheim 2001
- Anne Wilsdorf: Jojoba, Oldenburg 1999